# Sveriges ambassad i Nicosia
Sveriges ambassad i Nicosia är Sveriges diplomatiska beskickning i Cypern som är belägen i landets huvudstad Nicosia. Beskickningen består av en ambassad, ett antal svenskar utsända av Utrikesdepartementet (UD) och lokalanställda. Ambassadör sedan 2022 är Martin Hagström. Sverige har även ett honorärkonsulat i Nicosia. Diplomatiska förbindelser mellan Sverige och Cypern upprättades 1960, när Cypern blev en självständig stat. Ambassaden öppnades den 26 november 2004.

## Beskickningschefer
| Namn                  | Period    | Funktion               | Ackreditering                                |
| --------------------- | --------- | ---------------------- | -------------------------------------------- |
| Gösta Brunnström      | 1960–1965 | Ambassadör             | Sidoackrediterad från ambassaden i Beirut.   |
| Göran Bundy           | 1964–1964 | T.f. Chargé d’affaires |                                              |
| Claës Ivar Wollin     | 1965–1969 | Ambassadör             | Sidoackrediterad från ambassaden i Beirut.   |
| Åke Jonsson           | 1969–1974 | Ambassadör             | Sidoackrediterad från ambassaden i Beirut.   |
| Vakant                | 1975–1976 | Ambassadör             |                                              |
| Axel Edelstam         | 1977–1981 | Ambassadör             | Sidoackrediterad från ambassaden i Kairo.    |
| Torsten Örn           | 1982–1983 | Ambassadör             | Sidoackrediterad från ambassaden i Tel Aviv. |
| Sven Hirdman          | 1983–1987 | Ambassadör             | Sidoackrediterad från ambassaden i Tel Aviv. |
| Mats Bergquist        | 1987–1992 | Ambassadör             | Sidoackrediterad från ambassaden i Tel Aviv. |
| Carl-Magnus Hyltenius | 1993–1996 | Ambassadör             | Sidoackrediterad från ambassaden i Tel Aviv. |
| John Hagard           | 1996–1999 | Ambassadör             | Sidoackrediterad från ambassaden i Tel Aviv. |
| Anders Lidén          | 1999–2002 | Ambassadör             | Sidoackrediterad från ambassaden i Tel Aviv. |
| Ingemar Lindahl       | 2003–2004 | Ambassadör             | Placerad i Stockholm.                        |
| Ingemar Lindahl       | 2004–2012 | Ambassadör             |                                              |
| Klas Gierow           | 2012–2016 | Ambassadör             |                                              |
| Anna Olsson Vrang     | 2016–2019 | Ambassadör             |                                              |
| Anders Hagelberg      | 2019–2022 | Ambassadör             |                                              |
| Martin Hagström       | 2022–idag | Ambassadör             |                                              |